# Capitale fondiario
Il capitale fondiario è uno dei fattori produttivi dell'azienda agraria. È costituito dalla terra nuda più gli investimenti fondiari, che sono detti anche miglioramenti.

## Composizione del capitale fondiario
Nel capitale fondiario quindi sono individuate due componenti, una naturale (la terra con tutte le sue caratteristiche) e una umana (i miglioramenti). Tra gli elementi descrittivi del capitale fondiario abbiamo: ubicazione del fondo, numero e caratteristiche geo-pedologiche del suolo, ripartizione della superficie aziendale (ricavabile dal Catasto Agrario), miglioramenti (con l'analisi descrittiva delle diverse migliorie apportate dall'uomo col fine di aumentare le potenzialità produttive del fondo, come ad esempio le abitazioni per imprenditore e lavoratori, ricoveri per macchine e attrezzature, viabilità interna, sistemi di irrigazione, pozzi, e tutti gli elementi che in maniera permanente sono installati per il medesimo scopo).

## Redditi generati
Gli investimenti generano interessi. Il capitale fondiario genera un reddito che si chiama beneficio fondiario, goduto dal proprietario della terra nuda. Il beneficio fondiario è pari al reddito dominicale di un fondo al netto delle imposte che gravano su di esso.

## Ripartizione della superficie aziendale
Per quanto riguarda la ripartizione della superficie aziendale il tipo di classificazione che più di tutte è utile considerare è quella che identifica l'intera superficie aziendale con la sigla SAT (Superficie Agricola Totale) che è la stessa utilizzata dall'ISTAT per il Censimento Generale dell'Agricoltura. La SAT è comprensiva di superfici produttive e improduttive. Perciò la superficie dell'azienda viene ulteriormente suddivisa in SAU (superficie agricola utilizzata, comprendente seminativi, orto famigliare, arboreti e colture permanenti, prati e pascoli), in Superficie agricola non utilizza (che non viene utilizzata ai fini produttivi per diverse ragioni e che può, per volere dell'imprenditore, divenire in futuro produttiva), in Superficie a bosco e in altre superfici (come quelle detratte dalla normale coltivazione perché occupate da fabbricati, ferrovie, canali, ecc).

## Titoli di possesso
I titoli di possesso del capitale fondiario sono molteplici e legati alla situazione socio-culturale della zona di riferimento. In Italia i due principali titoli di possesso sono oggigiorno la proprietà e l'affitto. Tuttavia sono presenti ancora pochissimi esempi di forme di possesso utilizzate fino a qualche decennio fa, quando la situazione socio-economica e culturale del paese era sicuramente differente, come la mezzadria, la colonia e altre forme meno rilevanti, forme di possesso che col passare del tempo tendono sempre più a scomparire del tutto.